# Ru de Bréon
Pour les articles homonymes, voir Bréon.
Le ru de Bréon ou Bréon est un ruisseau coulant dans le département français de Seine-et-Marne. C'est un affluent de l'Yerres en rive droite, donc un sous-affluent de la Seine.

## Géographie
Le bassin versant du ru de Bréon couvre environ 80 km2 dans le département de Seine-et-Marne. Il intéresse 8 communes et environ 10 000 habitants. 
La surface de ce bassin est couverte à 58 % de cultures, 34 % de forêts et 8 % de zones artificialisées. 
Les zones artificialisées concernent principalement Fontenay-Trésigny, Marles-en-Brie et la Houssaye-en-Brie pour les habitations, et la ZAC du Val Bréon, la ZAC de Frégy et la ZA de l'Alouette pour les zones d'activité.
L'urbanisation reste maîtrisée et la quasi-totalité du cours du ru de Bréon est naturelle, excepté sur une courte partie au niveau de la gare de Marles-en-Brie.
Le Bréon organise un territoire de la Brie centrale compris entre celui de la Marsange à l'ouest et de l'Yerres à l'est (en amont de la confluence avec l'Yvron). Les communes concernées du bassin versant (excepté Chaumes-en-Brie) se sont d'ailleurs regroupées au sein de la Communauté de communes du Val Bréon.
Le ru de Bréon est un cours d'eau calme, d'une profondeur maximale de quelques décimètres selon les endroits traversés. Le ru du plateau briard au débit insignifiant devient à partir de Fontenay-Trésigny un véritable ruisseau à la vallée fortement individualisée. Son parcours, sinueux, a une orientation générale allant du nord au sud pour rejoindre l'Yerres.
Le ru de Bréon est un des plus importants affluents de l'Yerres, le quatrième en longueur et en bassin versant après la Visandre, la Marsange et l'Yvron.

## Description du cours
Le ru de Bréon prend sa source sur la commune de Mortcerf, à l'étang de la ferme de la Malmaison, à une altitude de 123 mètres. Ce n'est d'abord qu'un fossé (Fossé 01 du Clos Brilland) traversant du nord au sud le bois de la Malmaison, dans la forêt de Crécy. Ce n'est ensuite, à l'instar des rus de la Brie (région plate aux sols perméables), qu'un cours d'eau intermittent au débit insignifiant.
Le ru, qui prend une orientation sud, sert rapidement de limite communale entre Mortcerf et Lumigny-Nesles-Ormeaux, avant de traverser la RD 231 (route de Lagny à Provins) et de passer sur le territoire de Crèvecœur-en-Brie). Il va alors servir de limite avec Lumigny-Nesles-Ormeaux et s'orienter à l'ouest au lieu-dit Le Bois Brûlé. Le cours se divise ensuite en deux branches en sortie de forêt au lieu-dit Clos Brilland du fait de la très faible déclivité, l'une allant à l'ouest en direction de Crèvecœur-en-Brie (où elle rejoint un ru alimentant le château du village), l'autre au sud (où elle rejoint un ru provenant du lieu-dit La Bectarderie, puis fait la limite entre Crèvecœur-en-Brie et Marles-en-Brie). Les deux branches se rejoignent un peu en aval en allant vers l'ouest, le ru de Bréon entre alors sur le territoire de Marles-en Brie et reçoit un ru émanant du bois de Lumigny. Le ru de Bréon fait alors sa jonction avec le ru de Certeau venant du nord, à la limite de la Houssaye-en-Brie. C'est à ce moment que le cours d'eau devient un véritable ruisseau pérenne.
Le ru de Bréon passe au niveau de la gare de Marles-en Brie où il est en partie artificialisé en traversant la RD 436 (ancienne route de Meaux à Melun) puis la voie ferrée de Paris à Coulommiers, avant de recevoir le ru de Gorneaux venant du nord. Le cours d'eau, conforté, sert alors de limite entre Marles-en-Brie et les Chapelles-Bourbon en passant sous la RN 36 et en effectuant un coude à angle doit vers le sud, puis entre Marles-en-Brie et Châtres en passant sous la voie ferrée et en bordant à l'est la ZAC du Val Bréon. Le ru de Bréon sert ensuite de limite entre Châtres et Fontenay-Trésigny, passe sous la 2 x 2 voies RN 4, reçoit un ru venant le la ZAC du Val Bréon et effectue un coude à angle droit vers l'est en entrant sur le territoire de Fontenay-Trésigny. La déclivité s'accroît, le fond de vallée se démarque, et des fontaines sourdent comme l'abondante fontaine Bouillant ; l'altitude passe de 105 mètres à 95 mètres au niveau du château du duc d'Épernon contourné par le ruisseau qui sert alors de douve. Le ru de Bréon borde l'agglomération de Fontenay-Trésigny au sud-ouest et reçoit le ru de Monnoury avant d'effectuer un nouveau coude à angle droit vers le sud.

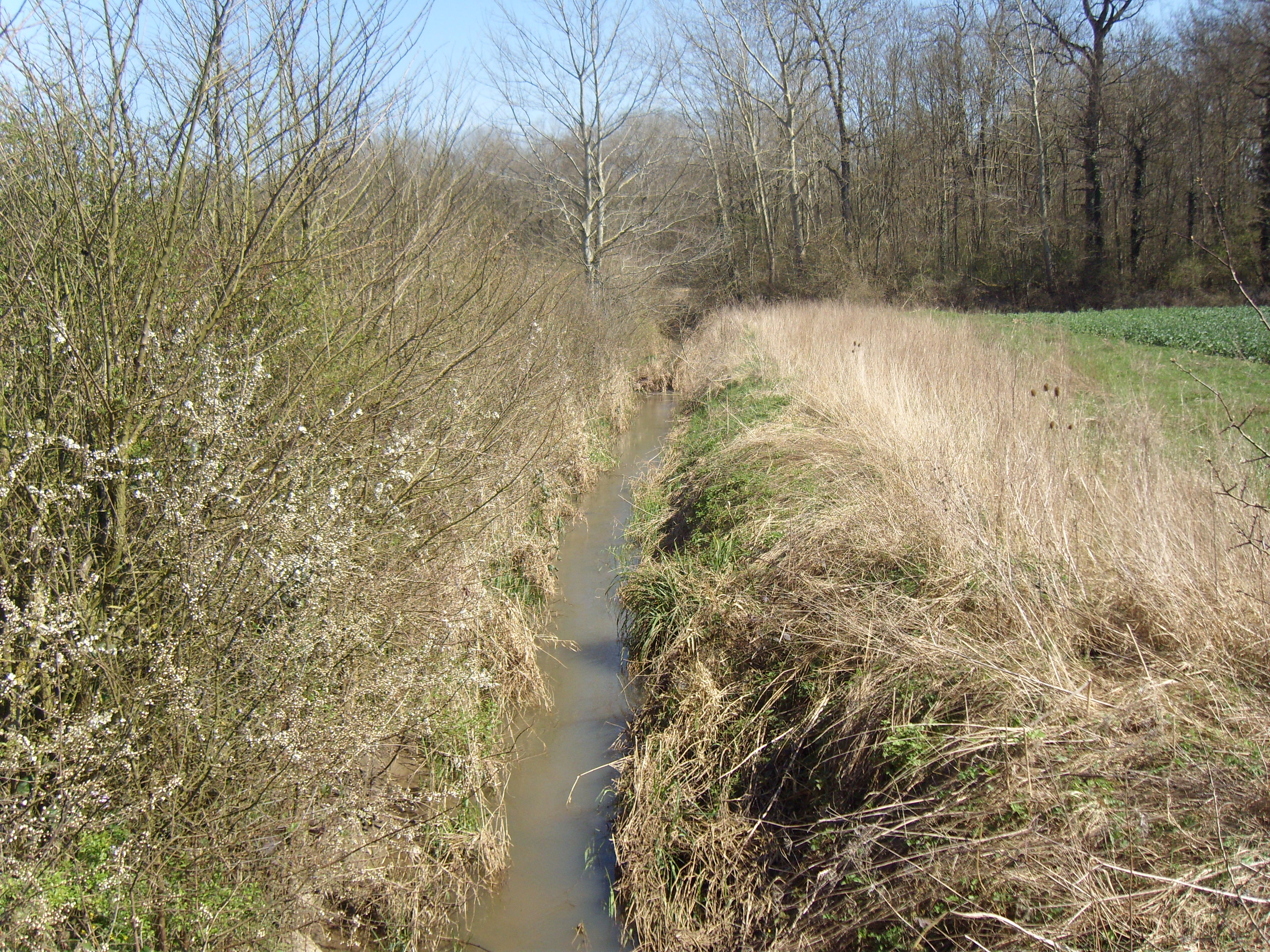
Le Bréon au sud de Crèvecœur-en-Brie.
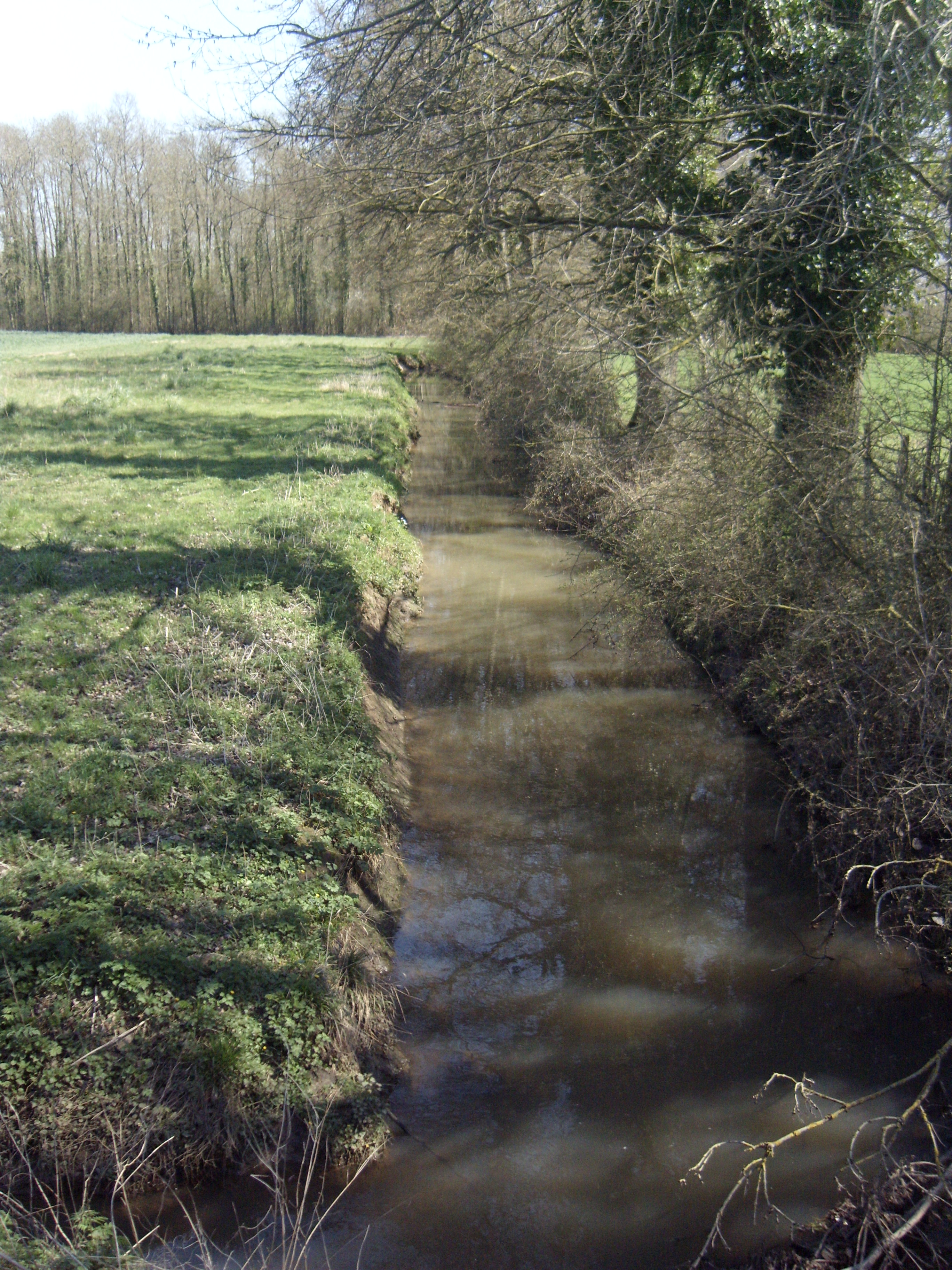
Le Bréon entre la Houssaye-en-Brie et Marles-en-Brie.
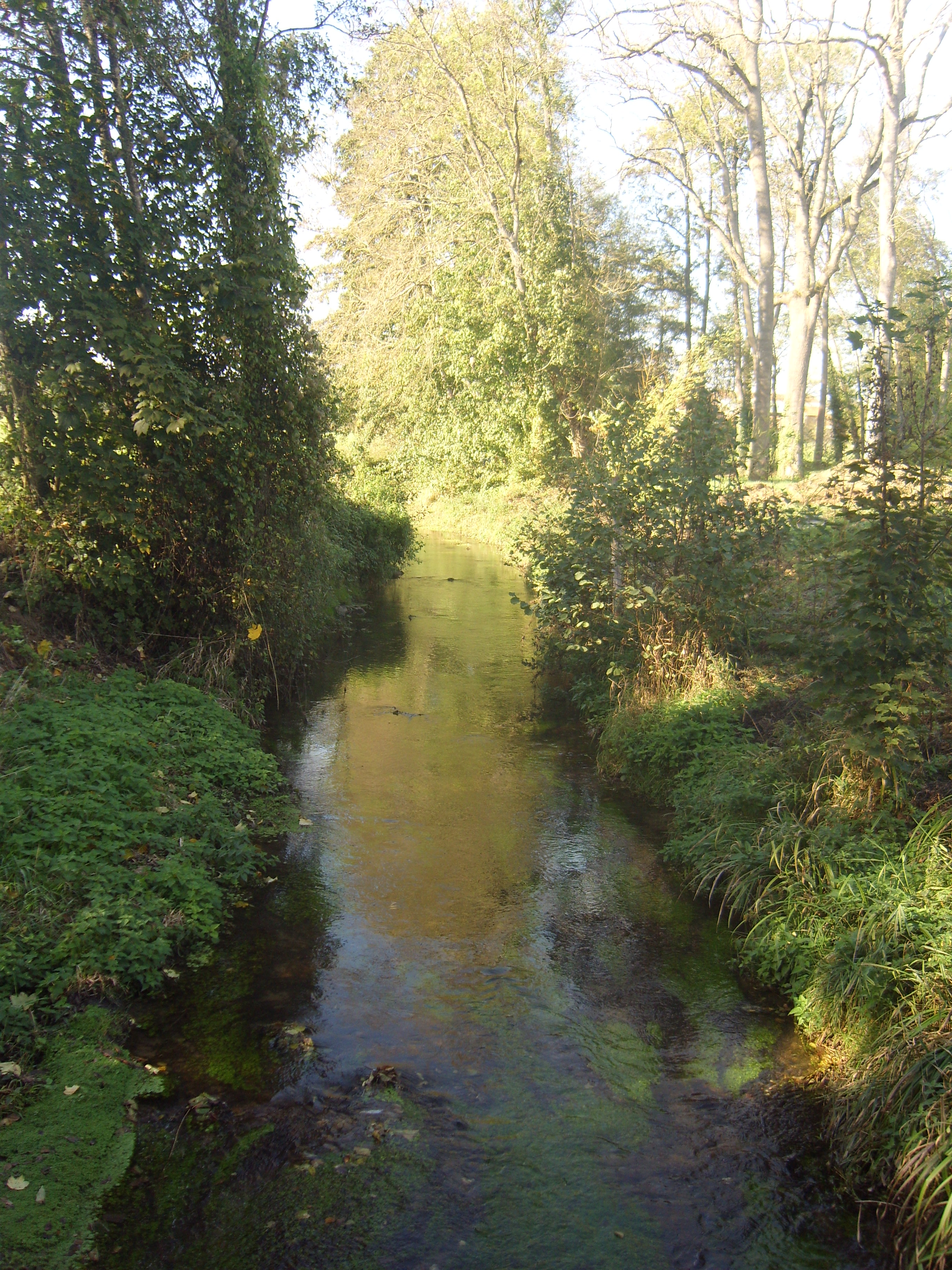
Le Bréon à Fontenay-Trésigny.
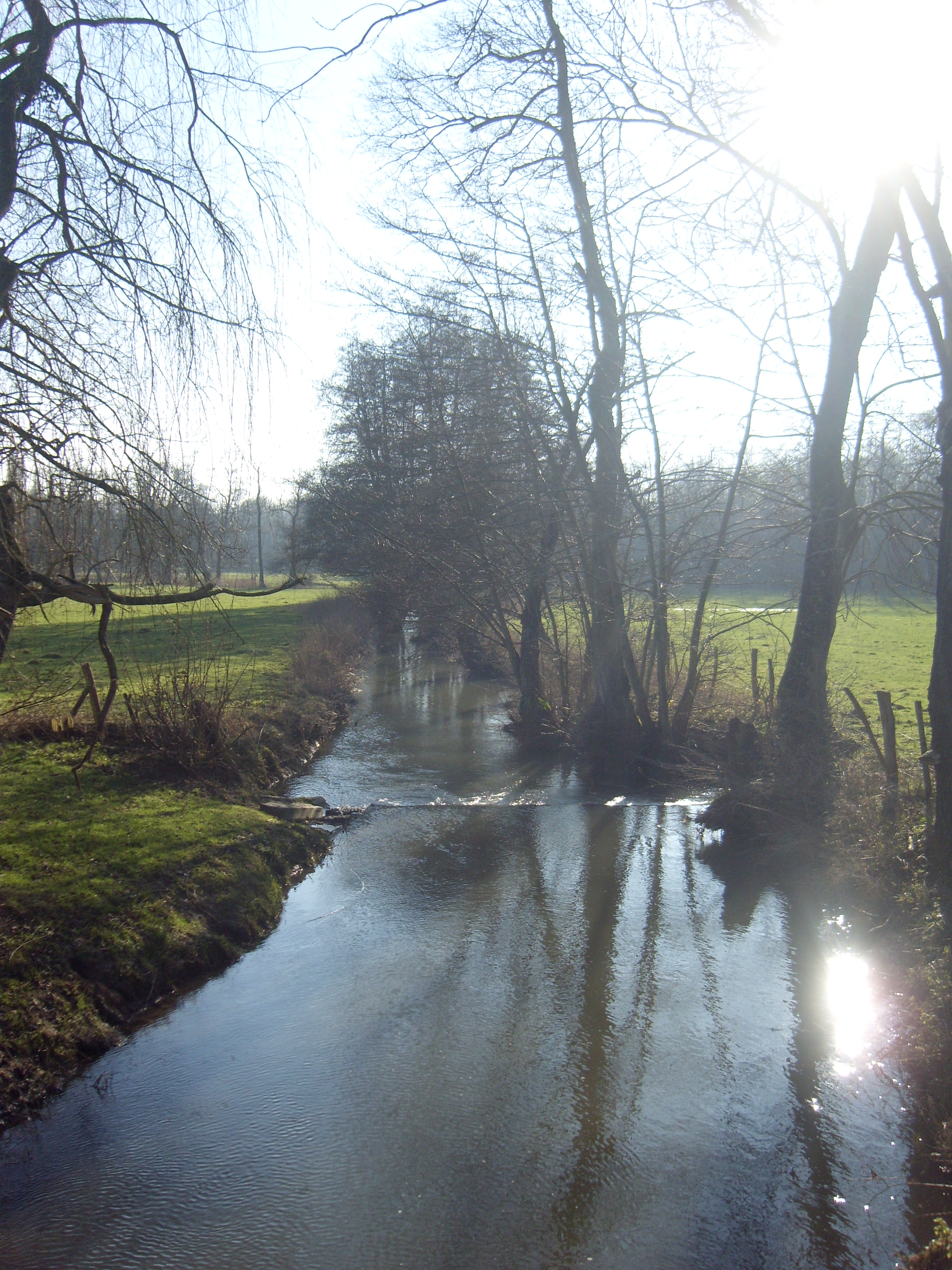
Le Bréon à Visy.

Le ruisseau, désormais d'une importance significative, passe au hameau de Visy (90 mètres d'altitude) puis au Vivier en traversant ou alimentant en dérivation, de nombreux étangs (dont l'étang du Vivier qui alimentait Paris en poissons frais) et en passant devant les ruines du château royal du Vivier. Le ru de Frégy, venant de l'est conflue au niveau de l'étang du Vivier. Le ru de Bréon sert alors de limite entre Fontenay-Trésigny et Chaumes-en-Brie jusqu'au pont de Bréjon où le ruisseau (alors parfois orthographié Bréjon) entre entièrement dans le territoire de Chaumes-en-Brie jusqu'à sa confluence avec l'Yerres à 72 mètres d'altitude. La partie basse du cours du ru de Bréon est une pittoresque vallée contrastant avec le plateau briard, au dénivelé significatif, et où le ruisseau se divise en plusieurs bras. Le gué de Thiou se trouve non loin de la confluence avec l'Yerres. Les cultures du plateau laissent place à l'élevage dans la vallée.

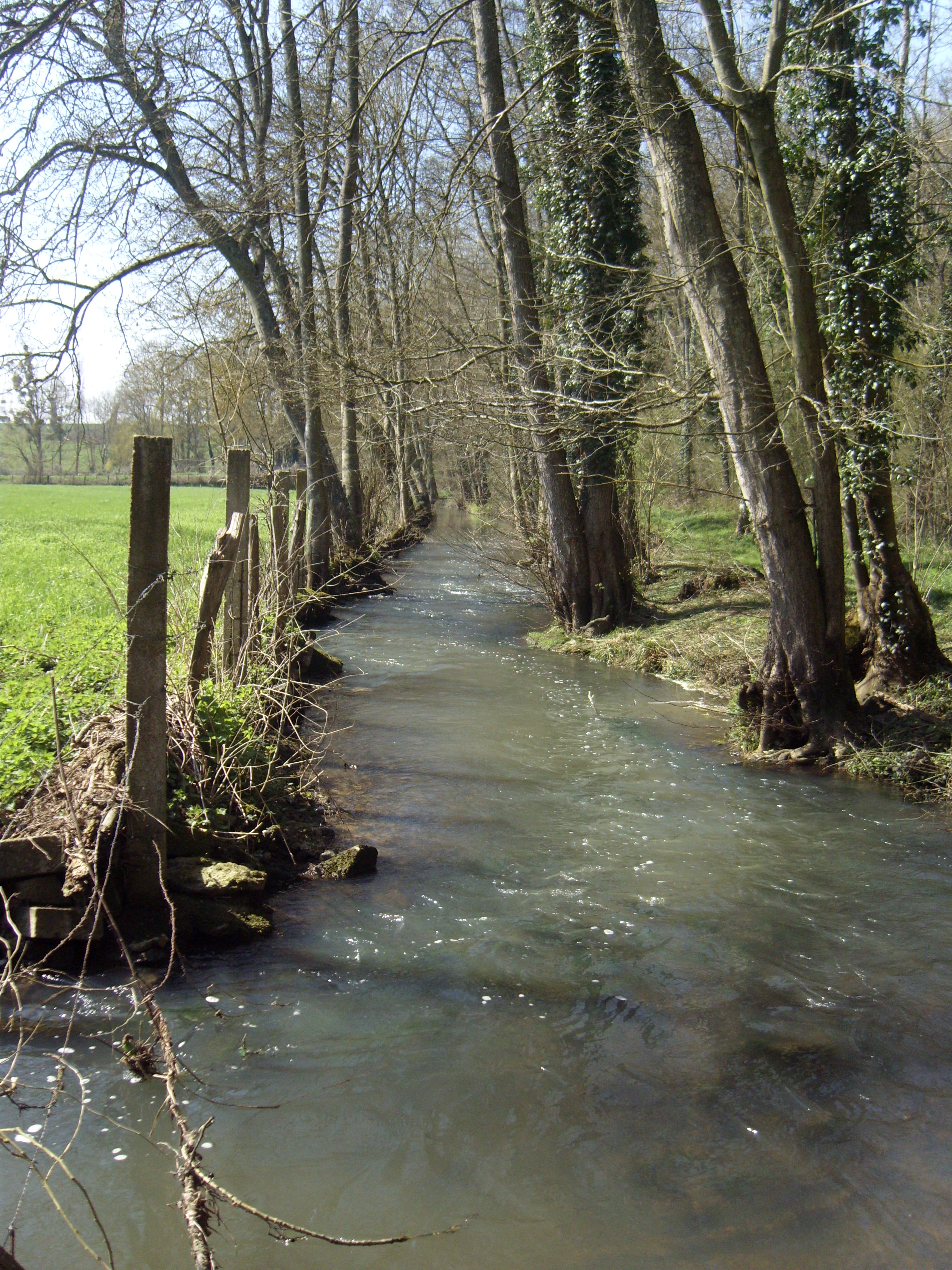
Le Bréon en aval d'Écoublay.
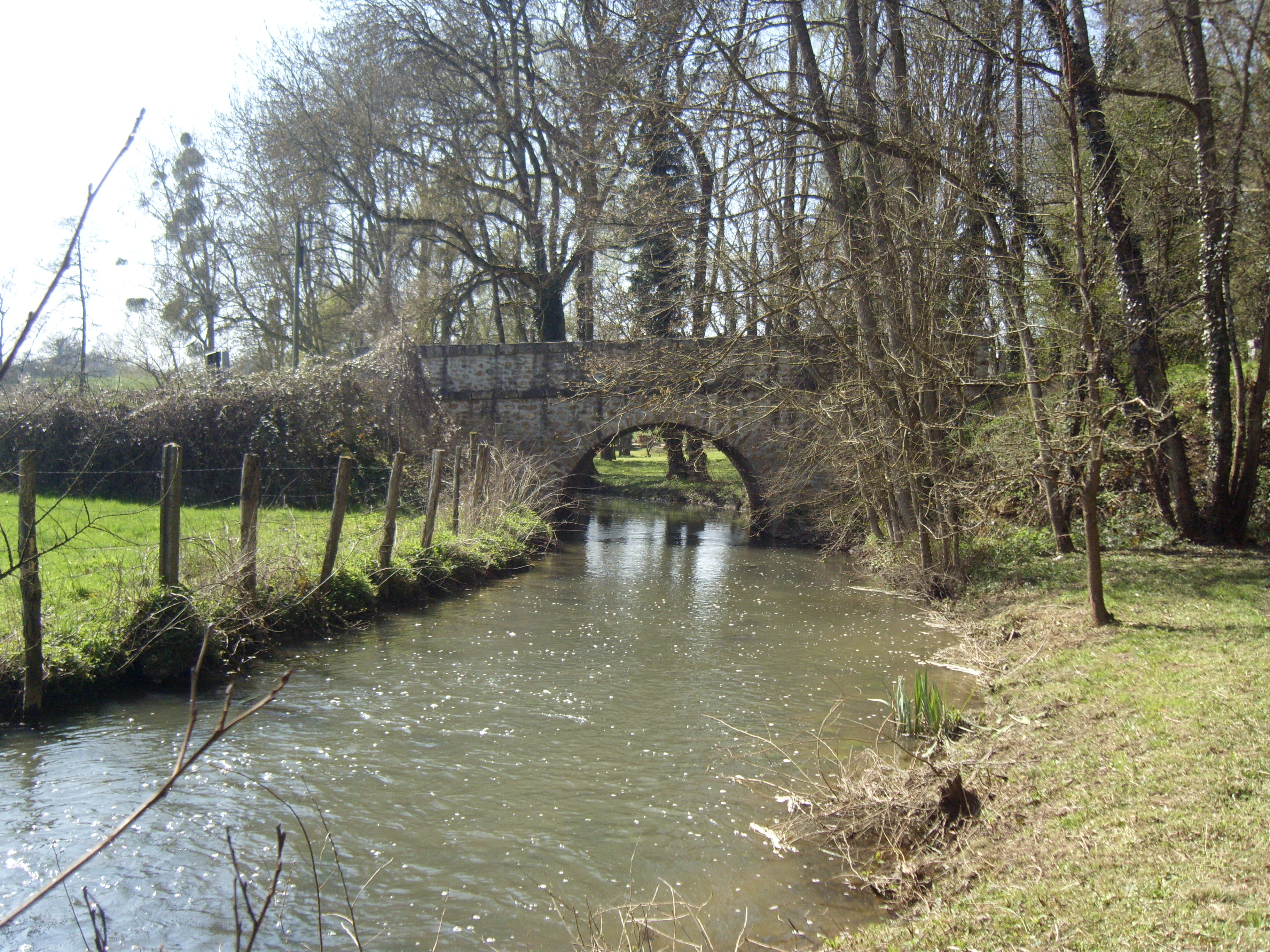
Le Bréon au pont de la rue de Châtres.
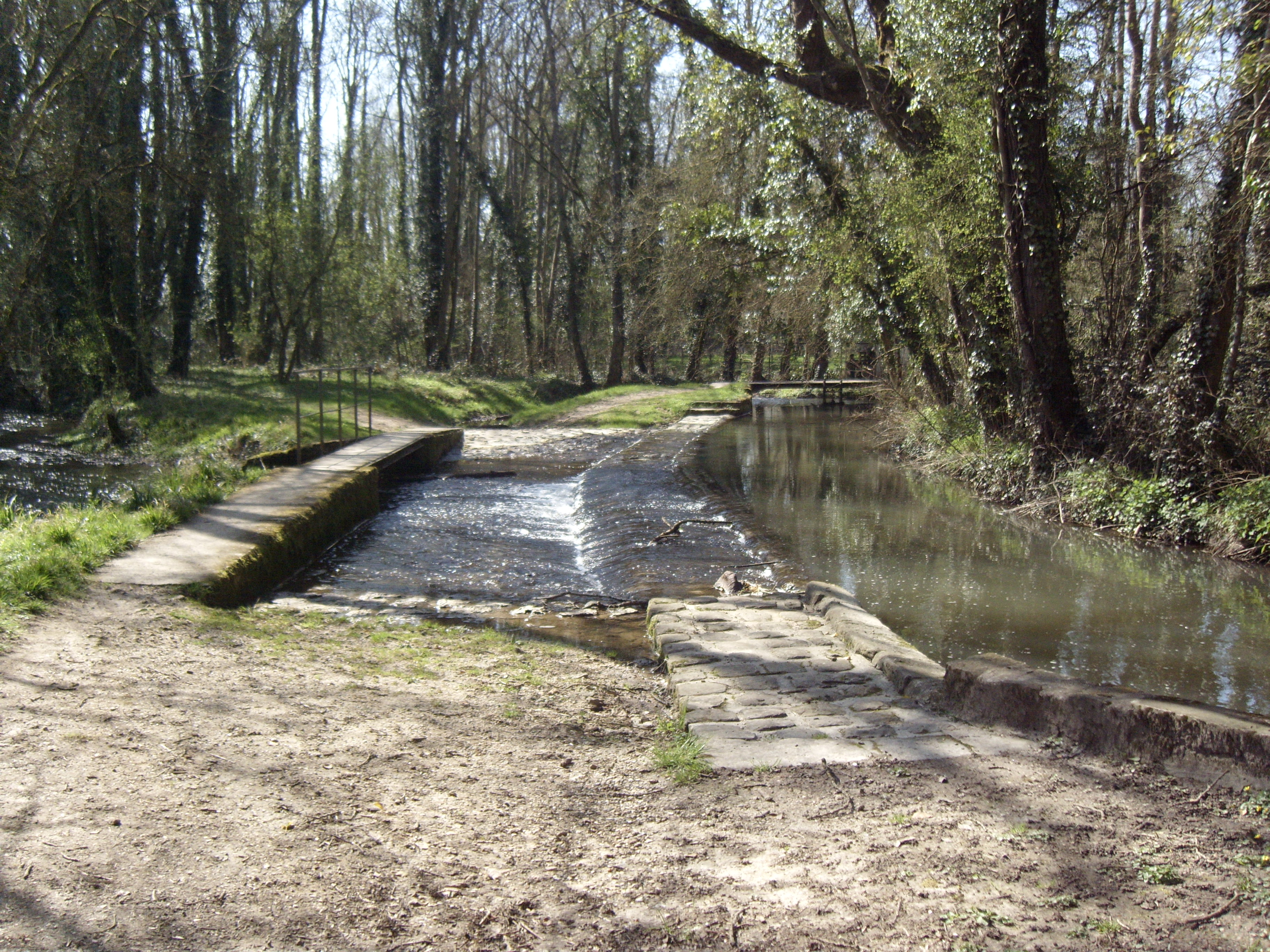
Le Bréon au gué de Thiou.
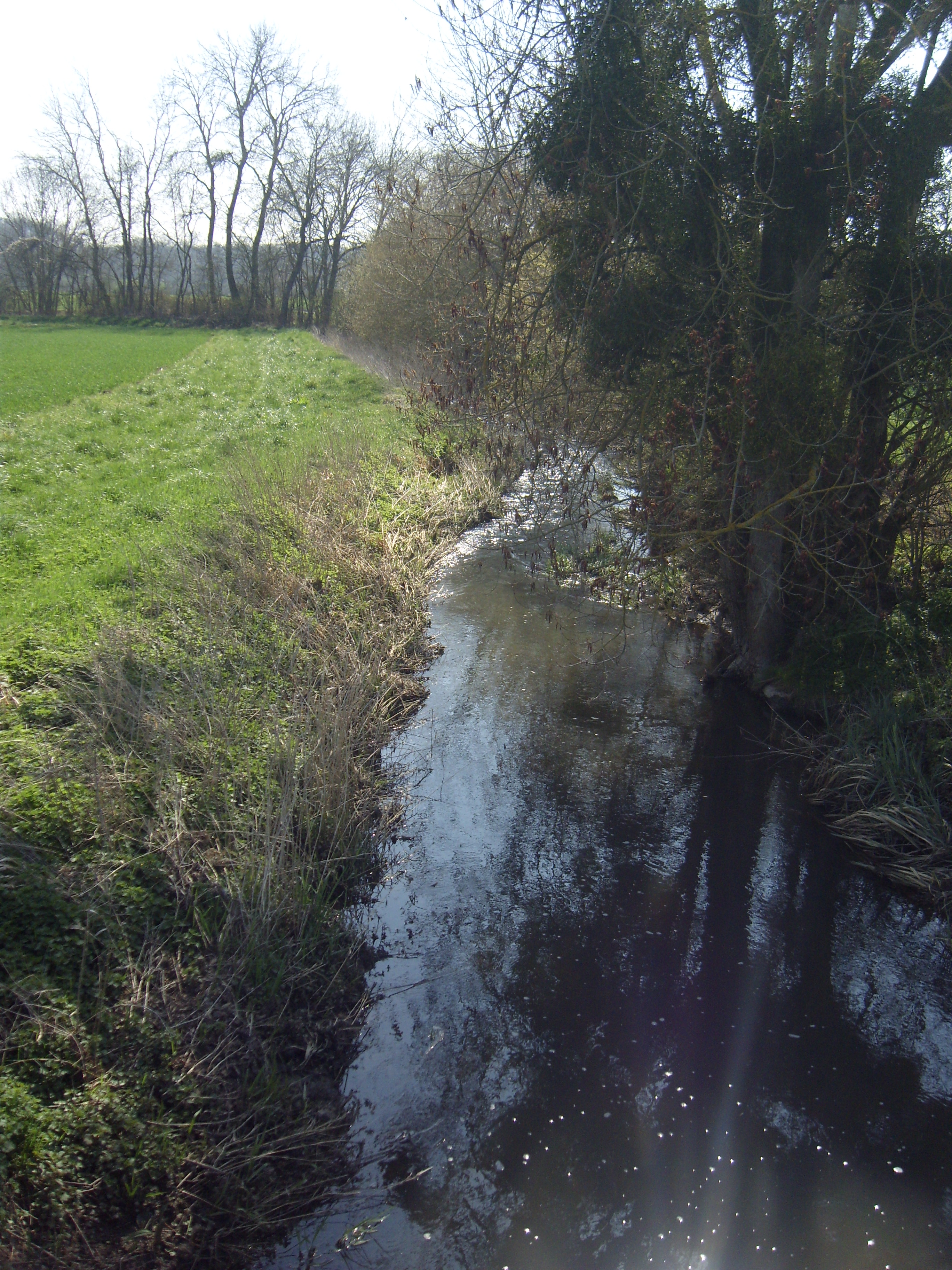
Le Bréon avant la jonction avec l'Yerres.

## Affluents
De sa source à Mortcerf, à son embouchure à Chaumes-en-Brie, où il se jette dans l'Yerres, son cours fait 22,13 km. Le ru de Bréon reçoit six affluents référencés. Par ordre géographique, d'amont en aval :
- le fossé 01 du Clos Brilland, 3,66 km ;
- le ru de Certeau, 5,77 km, qui prend sa source dans la forêt domaniale de Crécy avant de recevoir le ru des Roulets, traverser le territoire de la Houssaye-en-Brie puis faire la limite avec celle de Crèvecœur-en-Brie ;
  - le fossé 01 du Bois de la Galande, 1,33 km ;
- le fossé 01 des Trois Arches, 1,59 km ;
- le ru de Gorneaux, 2,14 km, qui prend sa source au nord du château de la Houssaye-en-Brie où il sert de douve, puis fait la limite avec les Chapelles-Bourbon ;
  - le ru de Certon, 3,07 km ;
- le fossé 05 de la Noue, 2,06 km ;
- le ru de Monnoury, 8,01 km, qui prend sa source dans le bois de Lumigny, passe près de Chaubuisson avant de traverser la ville (en partie couvert) et rejoindre le Bréon en aval du château du duc d'Épernon ;
  - le fossé 04 du Bois des Dames , 1,76 km.

et
- le ru de Frégy[Note 1], 5,02 km[4], qui prend sa source à l'est de la ZAC de Frégy, sous le nom de ru de la Bottine (parcelles situées à l'est de Frégy). Il reçoit les rus du bois de Vilbert et de Malassise avant de passer au Château de la Plumasserie. Il prend également le nom de ru de Corbilly en aval sur le territoire de Chaumes-en-Brie, où il reçoit le ru des Vieux Prés avant de rejoindre le Bréon en aval du Vivier.
  - le fossé 02 des Vieux Prés, 2,23 km ;
  - le fossé 01 du Poplin Sergent, 1,89 km.

Donc, son rang de Strahler est de trois.

## Communes traversées
Mortcerf ~ Lumigny-Nesles-Ormeaux ~ Crèvecœur-en-Brie ~ La Houssaye-en-Brie ~ Marles-en-Brie ~ Les Chapelles-Bourbon ~ Châtres ~ Fontenay-Trésigny ~ Chaumes-en-Brie

### Protection de la vallée du Bréon et de ses abords

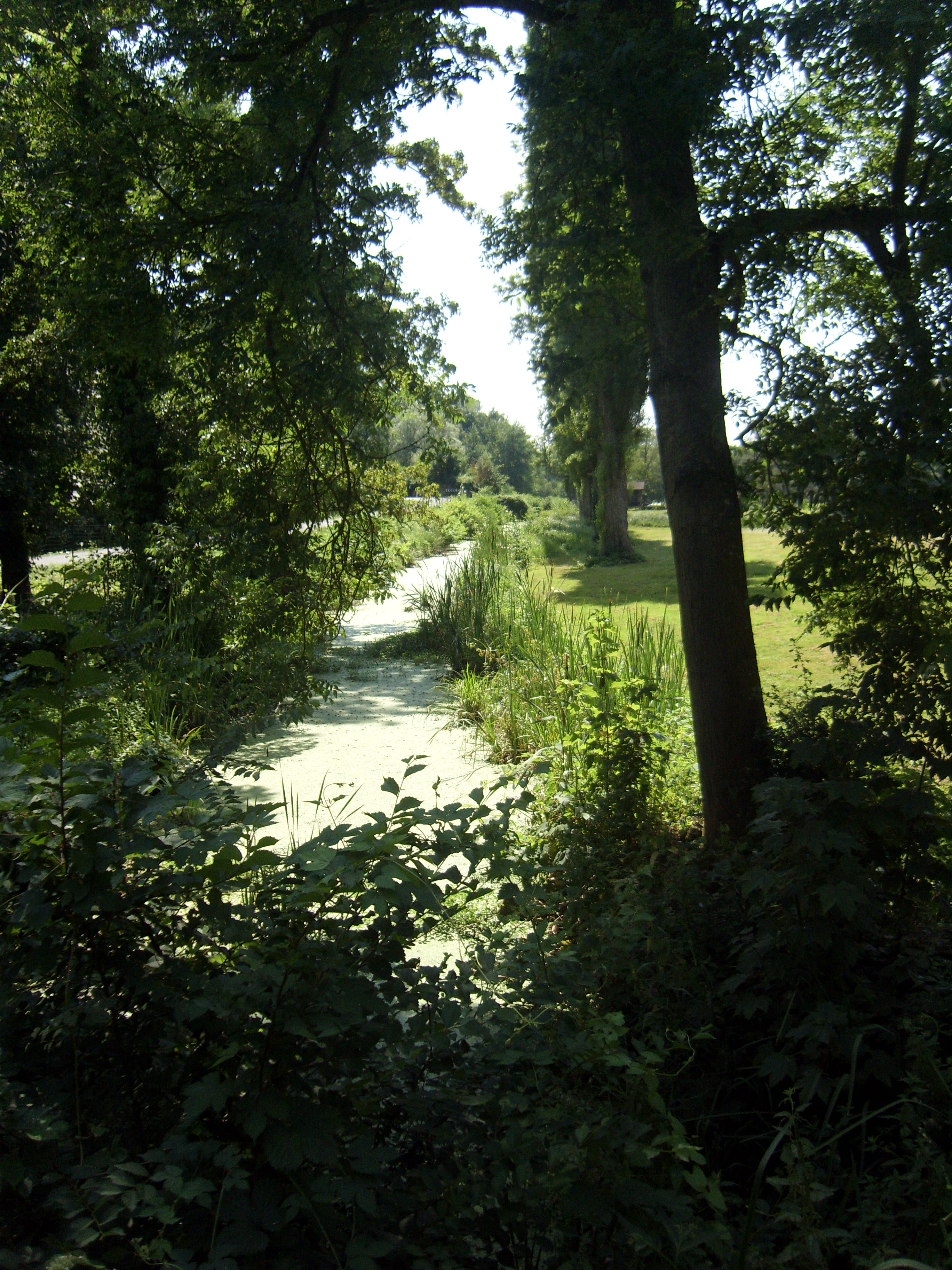
Un bras du Bréon devant le château royal du Vivier

La vallée du Bréon n'est pas classée mais présente un intérêt écologique et paysager dans la Brie centrale reconnu de longue date qui s'est traduit par l'implantation de plusieurs châteaux.

### Randonnée
On peut suivre le territoire du ru de Bréon depuis La Houssaye-en-Brie et la vallée à partir de Fontenay-Trésigny en empruntant le sentier de grande randonnée GR 1.  Il est possible de suivre la vallée depuis le plateau de Fontenay-Trésigny à Forest (hameau de Chaumes-en-Brie) par une petite route peu fréquentée. Plusieurs routes et chemins traversent également la vallée en offrant du dénivelé.

## Hydrologie
Le ru de Bréon est un ruisseau très irrégulier, à l'instar de l'Yerres.
Le module du ruisseau à Chaumes-en-Brie est estimé à 0,3 m3/s. Le ru de Bréon présente de très importantes fluctuations saisonnières de débit, avec des hautes eaux d'hiver-printemps de décembre à début avril inclus (avec un maximum en février), et des basses eaux d'été de mai à novembre inclus (avec un minimum en août et en septembre).
En période d'étiages sévères, le ru de Bréon peut tomber quasiment à sec. Tout comme l'Yerres, le ruisseau est très dépendant du niveau de la nappe phréatique, du fait de la nature très perméable du sol.
Le débit est soutenu en aval de Fontenay-Trésigny par la station d'épuration de la ville mais une partie substantielle des eaux est perdue en infiltrations peu avant la confluence avec l'Yerres.
Les crues qui surviennent sont bien moins importantes et ont moins de conséquences que celles de l'Yerres, du fait de la superficie limitée du bassin et des très rares constructions directement exposées au ruisseau.
Le ru de Bréon, tout comme l'Yerres est un ruisseau peu abondant, alimenté par des précipitations réduites. La lame d'eau écoulée dans son bassin versant est de 109 millimètres annuellement, une des plus faibles de France, nettement inférieure tant à la moyenne de la totalité du bassin de la Seine (220 millimètres), qu'à la moyenne d'ensemble de la France. Le débit spécifique (ou Qsp) atteint 3,4 litres par seconde et par kilomètre carré de bassin.

## Syndicat Intercommunal d'Aménagement du ru de Bréon
La gestion du ru de Bréon était assurée par le Syndicat Mixte d'Aménagement et d'Entretien du Bréon.
Depuis le 1er janvier 2020, le SyAGE (Syndicat mixte pour l'Assainissement et la Gestion des Eaux du bassin versant de l'Yerres) est responsable du bon état écologique des milieux aquatiques et s'occupe donc du bon entretien des cours d'eau, dont le Bréon. Le SyAGE est un syndicat mixte composé de 40 communes et de 30 groupements de communes répartis sur 3 départements (l'Essonne, la Seine-et-Marne, le Val-de-Marne).
Un SAGE (Schéma d'aménagement et de gestion des eaux), élaboré depuis 2002 sous l'égide de la CLE (commission locale des eaux) du bassin versant de l'Yerres, a été approuvé par arrêté interpréfectoral le 13 octobre 2011. Il établit des préconisations permettant d'atteindre les objectifs de bon état des eaux imposés par la directive-cadre européenne sur l'eau (DCE).

## Qualité des eaux
Le ru de Bréon, à l'instar des autres cours d'eau de la Brie centrale, affiche une mauvaise qualité des eaux. Ceci est particulièrement vrai dans la partie amont où le débit très faible se conjugue aux cultures céréalières intensives (pollution aux nitrates et pesticides). La partie aval, au débit plus important avec une vallée laissée à l'élevage et épargnée par l'urbanisation, affiche une qualité moyenne.

## Histoire
Le ruisseau, appelé Brayon au XVIIIe siècle, faisait la séparation pendant l'Ancien Régime entre le diocèse de Paris et le diocèse de Meaux, entre la Houssaye-en-Brie, Les Chapelles-Bourbon et Châtres d'une part, Marles-en-Brie et Fontenay-Trésigny d'autre part.
La grande route de Paris à Rozoy passait le Bréon à l'arche de Boitron. La RN 4 actuelle suit le tracé originel au niveau de Boitron.
Le Conseil général en fait mention sous le vocable de « Bréjon » dans une délibération du 19 novembre 1936 statuant sur la réparation du « ponceau » situé sur son petit bras de Fontenay-Trésigny.